# Wartburg (automobile)
Pour les articles homonymes, voir Wartburg.

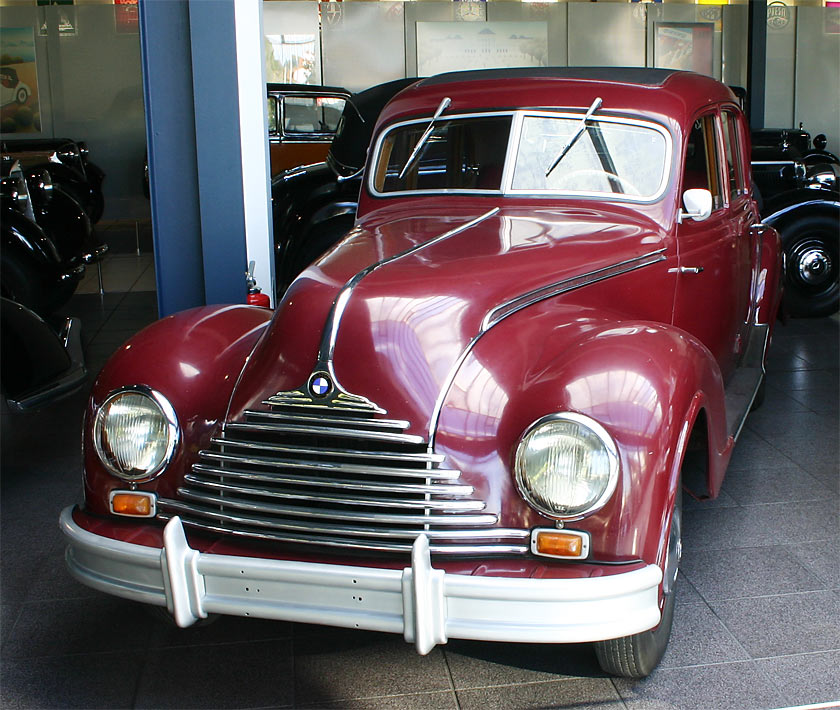
Une EMW Wartburg 340, produite à Eisenach de 1949 à 1953

Logo de EMW

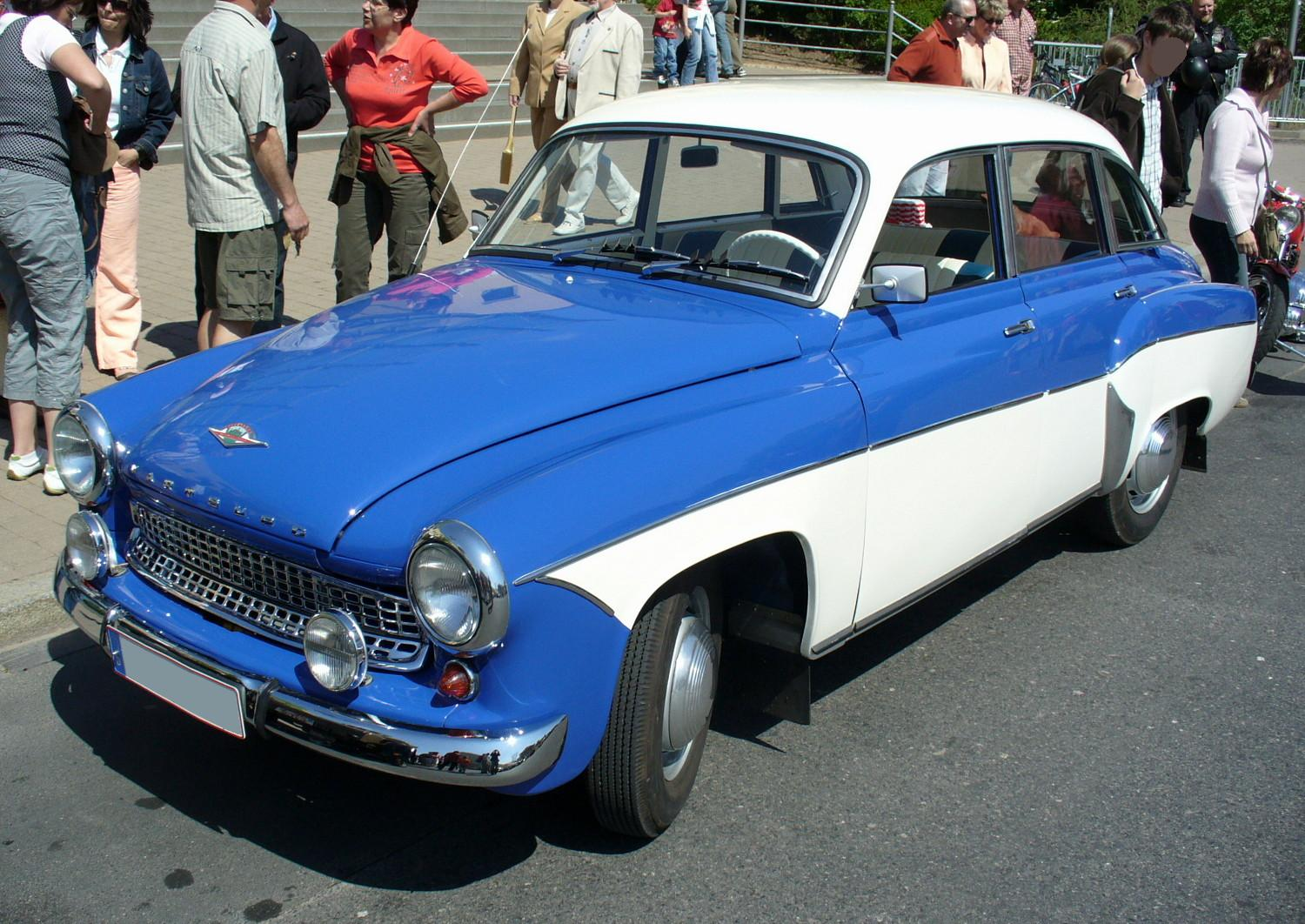
Wartburg 311

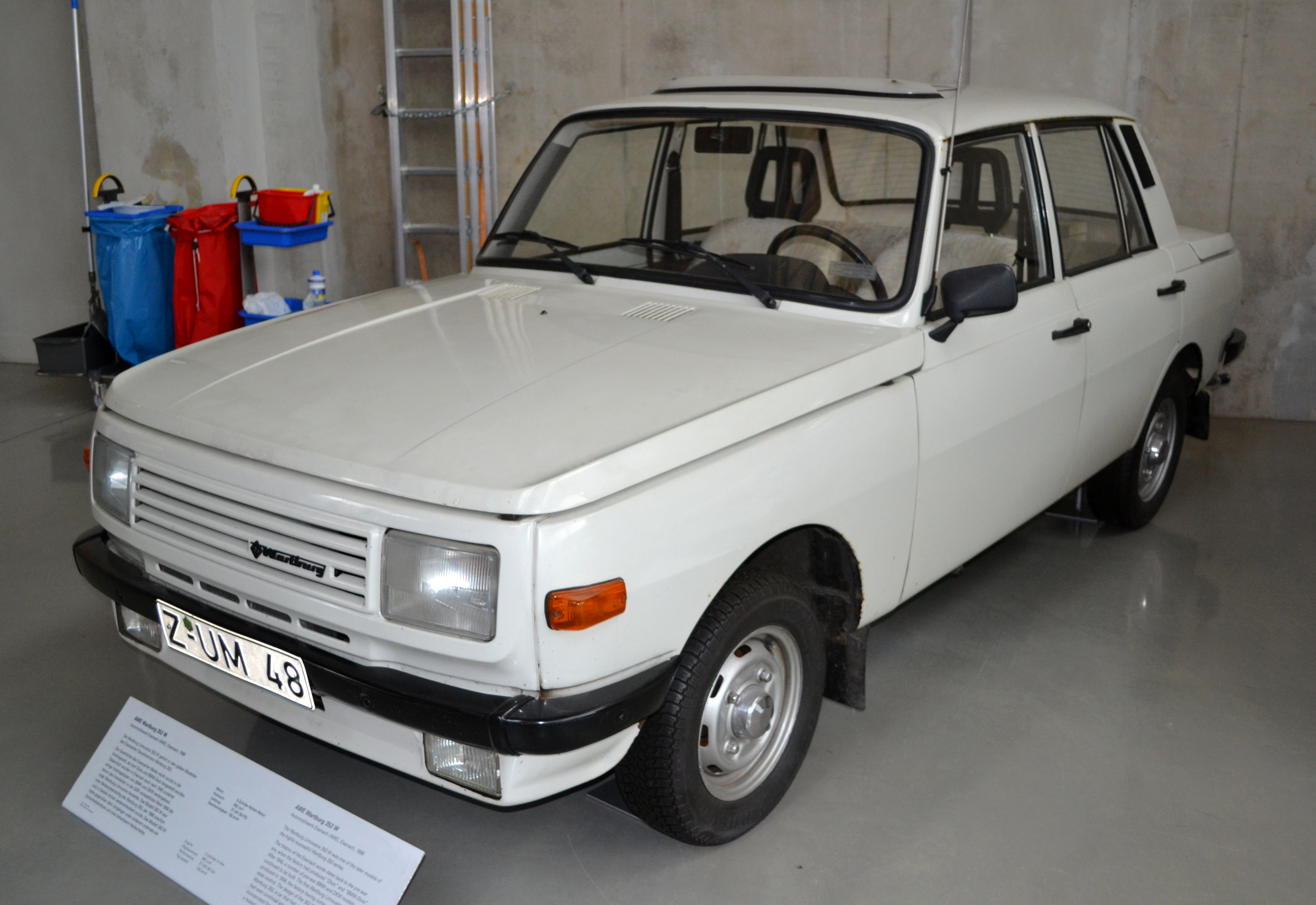
Wartburg 353 W (Centre des Transports du Deutsches Museum)

Wartburg est une marque commerciale utilisée avant la Première guerre mondiale pour dénommer un véhicule construit sous licence Decauville à Eisenach, où se trouve le château du même nom. Le gouvernement est-allemand demande au constructeur, devenu AWE (Automobilwerk Eisenach), de reprendre la marque au milieu des années 1950 pour désigner ses véhicules. Elle perdure jusqu'en 1991 avec plus de 1 600 000 différents modèles construits. 

## Histoire

### Les débuts de l’usine
Le siège historique de Wartburg était situé à l’usine d’Eisenach, en Thuringe, un haut lieu de l’industrie automobile allemande, âgé de plus d’un siècle.
En 1898, la Fahrzeugfabrik Eisenacher AG, fondée en 1886 et qui produisait des bicyclettes, décide de racheter la licence de la voiturette française Decauville, rebaptisée Wartburg, du nom du château qui domine la ville. En 1904, l’entreprise est renommée "Dixi" et produira notamment l’Austin Seven à partir de 1927, sous le nom de Dixi DA1.
En 1927, l'usine Dixi d'Eisenach tombe aux mains du spéculateur boursier Jacob Schapiro et est reprise par le nouveau constructeur automobile BMW le 1er octobre 1928. NDR : Après la défaite de l'Allemagne lors de la Première Guerre mondiale, le traité de Versailles de 1919 lui a interdit de produire des avions ainsi que des moteurs pour l'aviation. BMW fut donc contraint à se reconvertir et va produire des moteurs pour motocyclettes, camions et voitures. Les modèles Dixi portent désormais l'emblème BMW qui transfère à Eisenach le siège de son département automobile. Les Dixi sont commercialisées jusqu'en 1933 avant de laisser la place aux BMW 303, 315, 321, 326, 327, 328 et 335, aux prestations haut-de-gamme, dont la production est stoppée en 1940. Lorsque la guerre éclate, l'usine continue l'assemblage des motos et des moteurs d'avion pour l'armée allemande.
La guerre terminée, l’usine, passée sous contrôle soviétique, reprend l’assemblage des BMW jusqu’au milieu des années 1950. Le Land de Thuringe fait désormais partie de la République démocratique allemande, et BMW, dont l'usine principale pour l'assemblage des voitures est implantée à Munich, en Bavière, voit d’un très mauvais œil ces voitures « de l’Est » vendues à l’Ouest avec son propre logo… S'ensuit un procès qui donne raison aux munichois de BMW.
En 1952, les soviétiques cèdent le contrôle de l'usine au gouvernement est-allemand et la société est renommée EMW Eisenacher Motoren Werke le 5 juin 1952. Mais le logo de la nouvelle marque, rouge et blanc couleurs de la Thuringe avec une mince étoile à quatre branches de la rose des vents séparant les quatre quartiers, ressemble encore énormément à celui de BMW dont les quatre quartiers bleu et blanc aux couleurs de la Bavière sont censés représenter une hélice d'avion en mouvement… Fin décembre 1955, la raison sociale de l’entreprise devient VEB AWE, pour Volkseigener Betrieb Automobilwerk Eisenach, faisant table rase du passé.

### La marque Wartburg
En 1956, le gouvernement est-allemand décide de relancer la marque Wartburg. La première voiture produite fut la Wartburg 311, propulsée par l'antique moteur DKW à deux temps de 901 cm3 de la  DKW / Auto Union F9 dont ils ont hérité de l'outillage pendant l'occupation et renommée IFA F9.
Initialement mise au point par EMW, la « type 311 », une berline à quatre portes aux lignes tout en rondeurs se voit désormais vendue par la nouvelle entité AWE. La direction de l’usine décide de l’appeler Wartburg, en référence à la première voiture construite par l’usine. Elle devient donc la Wartburg 311.

#### Un constructeur dynamique
Après la berline en 1955, le break est lancé l'année suivante, suivi du coupé et du pick-up. Au total, pas moins de 9 versions de la 311 ont été produites, du roadster au torpédo militaire. Équipée d’un trois cylindres deux-temps de 37 Ch à sa sortie, la Warburg 311 gagne 3 Ch en 1962 et 5 l’année suivante, où elle reçoit un nouveau moteur de 991 cm3.
À l’époque, la Wartburg est une des rares voitures à traction avant, avec quelques Citroën et Saab. En septembre 1966, la 311 est remplacée par la 312, qui se distingue principalement par son nouveau châssis et sa suspension à quatre roues indépendantes.
Les dernières 312 sont fabriquées en mars 1967. La production fait état de 36 287 Wartburg 312 assemblées entre 1965 et 1967, contre 258 480 exemplaires de la 311, toutes carrosseries confondues.
Le 1er juillet 1966, la toute première Wartburg 353 sort des chaînes, elle est présentée au début de l’automne. Ses lignes robustes et carrées sont tout à fait en phase avec l’époque. La gamme est complétée, l’année suivante, par le break 353 Tourist, qui deviendra vite la voiture favorite des grandes familles est-allemandes.
À l’époque, elle est, avec la FSO Syrena, la dernière voiture à être mue par un moteur deux-temps.

#### L’immobilisme des années 1970 et 80

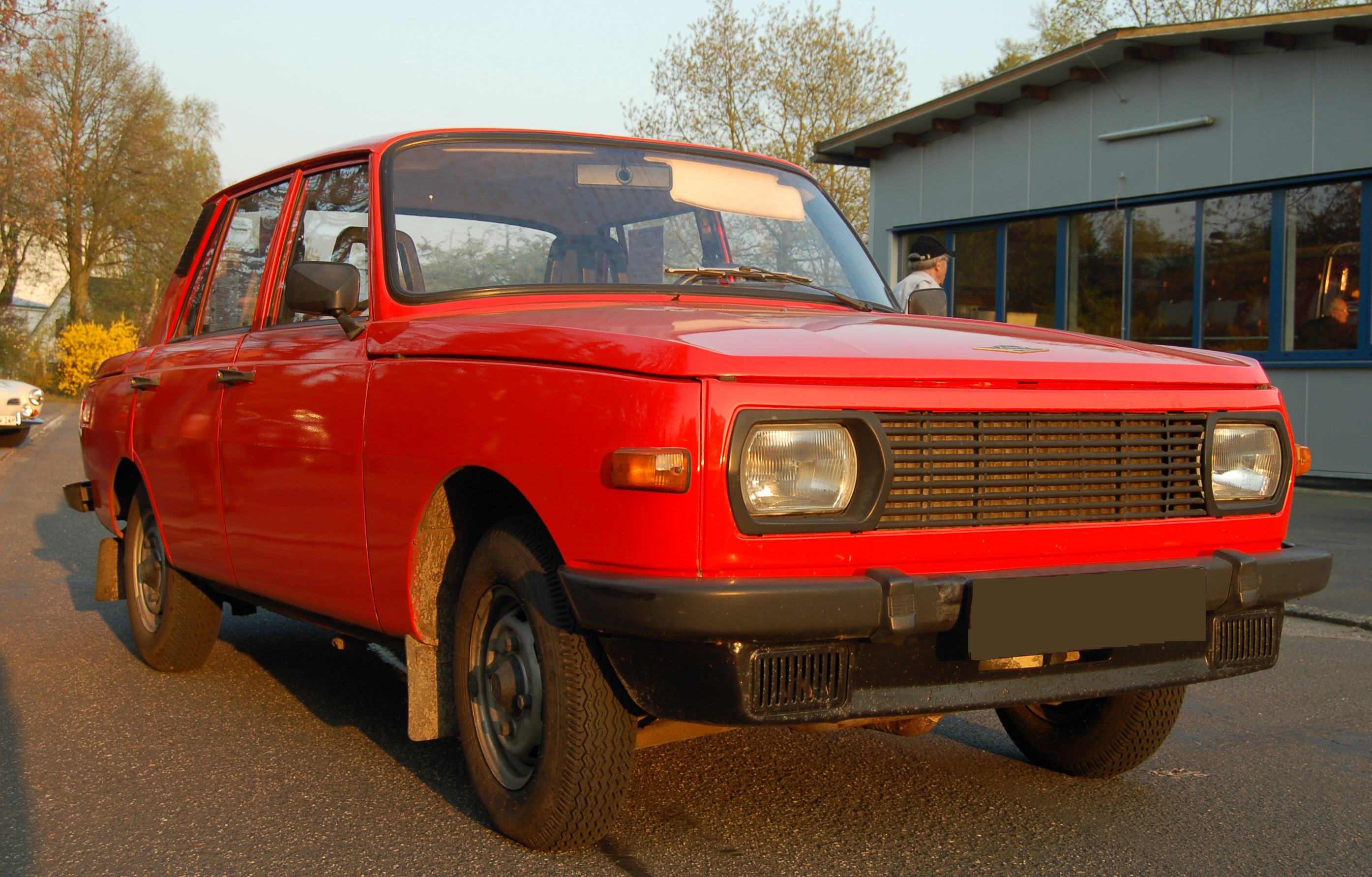
Wartburg 353 W

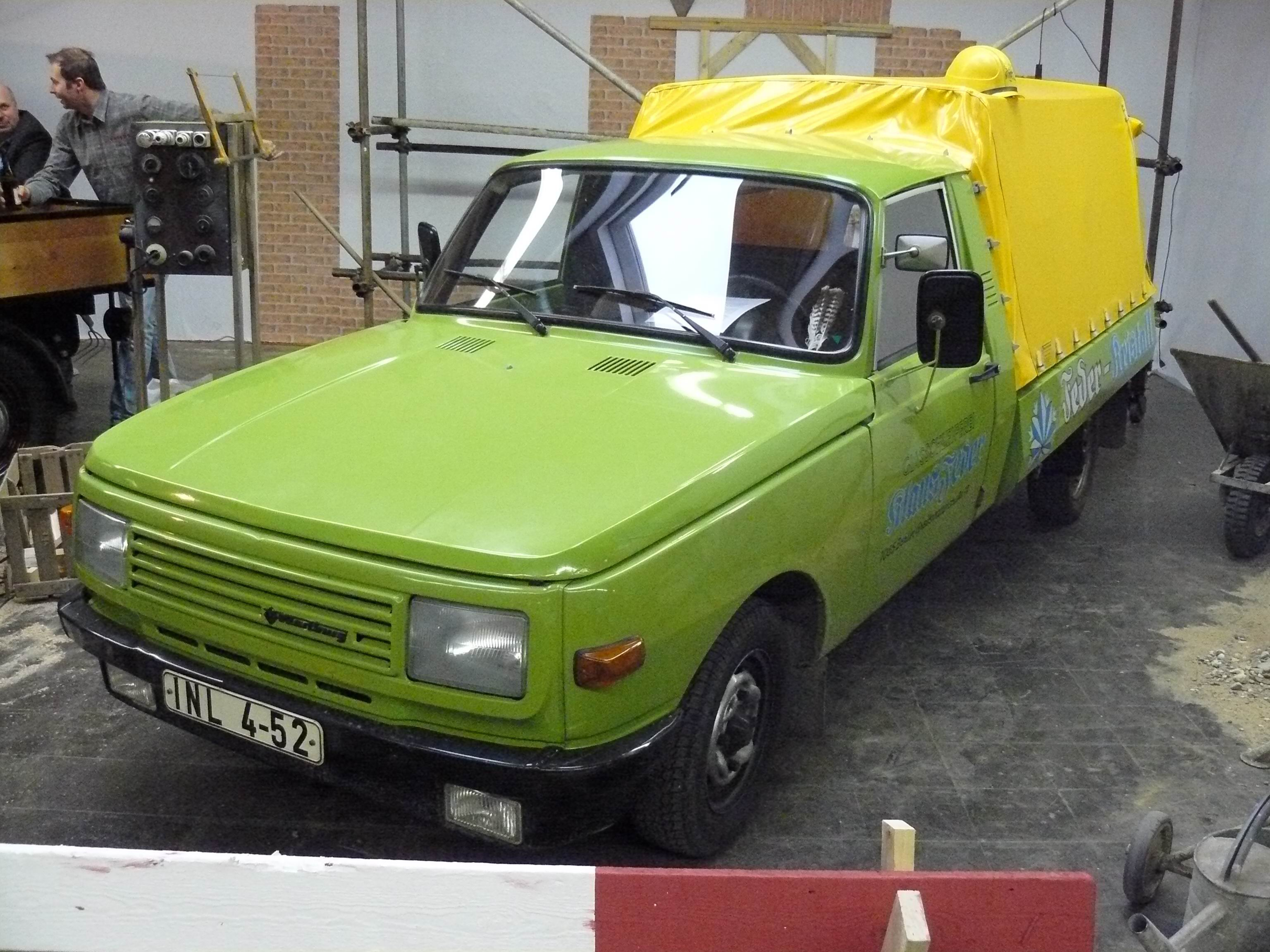
Wartburg 353 W Trans

Les dix premières années de commercialisation de la voiture se passent sans grand changement, si ce n’est que la boîte de vitesses devient synchronisée à partir de 1967, et qu’une versions "S" de 50 Ch apparaît en 1972. La première évolution importante a lieu en mars 1975, avec la 353 W : la sécurité est améliorée, et l’intérieur repensé. Durant les années 1970, les 353 participent à un grand nombre de rallyes, avec un certain succès.
En 1982, le pick-up fait son retour chez Wartburg, il s’appelle désormais Trans. L’usine a imaginé un grand nombre de prototypes entre 1961 et 1979, mais ses ardeurs ont été vite calmées par le régime, estimant que la production des Wartburg 353 et Trabant 601 doit se prolonger au moins jusqu’en 1985.
Par conséquent, le dynamisme des années 1950 et 60 fait place à un certain immobilisme de la part des ingénieurs d’Eisenach, contraints de faire évoluer la voiture par petites touches jusqu’à la fin de sa carrière, en avril 1989, après tout de même 1 225 193 unités produites.

#### Fin prématurée

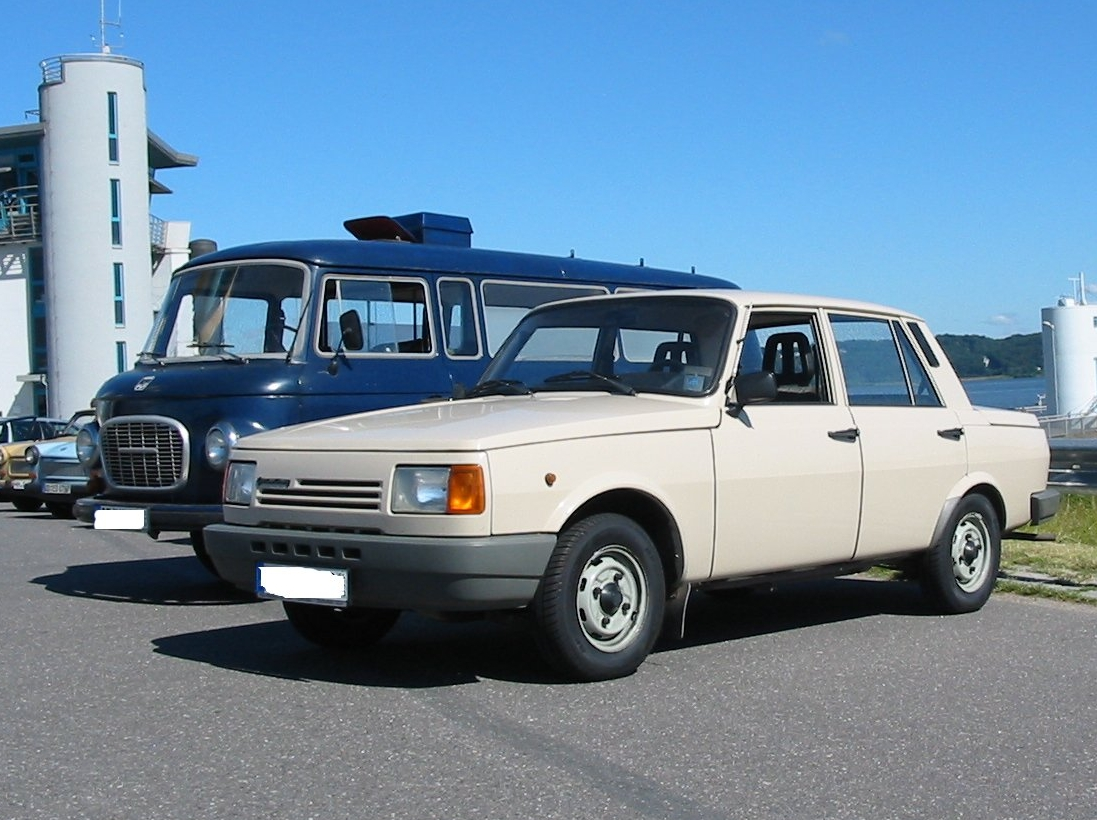
Wartburg 1.3

En 1988, l'espoir renaît pour les dirigeants de l'entreprise. En effet, AWE a enfin trouvé un accord avec Volkswagen, le « grand frère de l’Ouest » pour installer des moteurs quatre cylindres à quatre-temps sous le capot de ses voitures. C’est ainsi que naît la Wartburg 1.3, esthétiquement proche de la 353. La « 1.3 » joue surtout la carte de la modernité avec son nouveau moteur, mais elle se prive de la clientèle des nostalgiques du moteur deux-temps.
Malheureusement, son prix a considérablement augmenté et fait fuir la clientèle est-allemande. En 1990, l’ouverture du marché est fatale à Wartburg, qui est victime de l’engouement des « Ossis » pour les modèles de l’Ouest, même d’occasion.
En octobre 1988, la production en série de la Wartburg 1.3 commence, équipée d'un nouveau moteur de 58 Ch DIN (43 kW) et d'une nouvelle boîte de vitesses à quatre rapports, mais l'habitacle n'a été que légèrement modifié par rapport à la Wartburg 353. La structure de base est conservée et la différence visuelle avec la carrosserie de la 353 n'est pas très importante. On pourrait parler de simple mise à jour. Tous les changements effectués ne peuvent cacher le fait que la silhouette date de plus de 20 ans. Cela l'a rendue invendable, surtout après le passage au deutsche mark le 1re juillet 1990. Il s'est dit que la Wartburg aurait coûté environ 14 400 marks à la production mais ne pouvait être vendue plus de 7 600 marks. Après la réunification allemande, la Wartburg est devenue invendable, de sorte que sa production a été arrêtée en avril 1991. 8 400 exemplaires neufs invendus et restés en dépôt ont été immatriculés en Allemagne au 1er janvier 2021, selon l'Office fédéral des transports motorisés.
La dernière et 152 775e « Wartburg 1.3 » est sortie des chaînes le 10 avril 1991, et signe l’arrêt de AWE-Wartburg, qui a fabriqué 1 672 735 voitures en 36 ans.
En mars 1990, un accord de coopération est signé entre l'Automobilwerk Eisenach (AWE) et Adam Opel AG pour la construction d'une usine Opel à Eisenach, sur le site de l'usine AWE, à l'ouest de la ville de Wartburg, où l'usine d'AWE Wartburg avait été construite dans les années 1980. Le 25 mars 1990, Opel rachète le site d'Eisenach, où vont être assemblées les Corsa 3p et Astra jusqu'en 2019 puis, l'Opel Adam (2013-2019) et, depuis 2019, la Grandland.

### Diffusion sur les marchés occidentaux

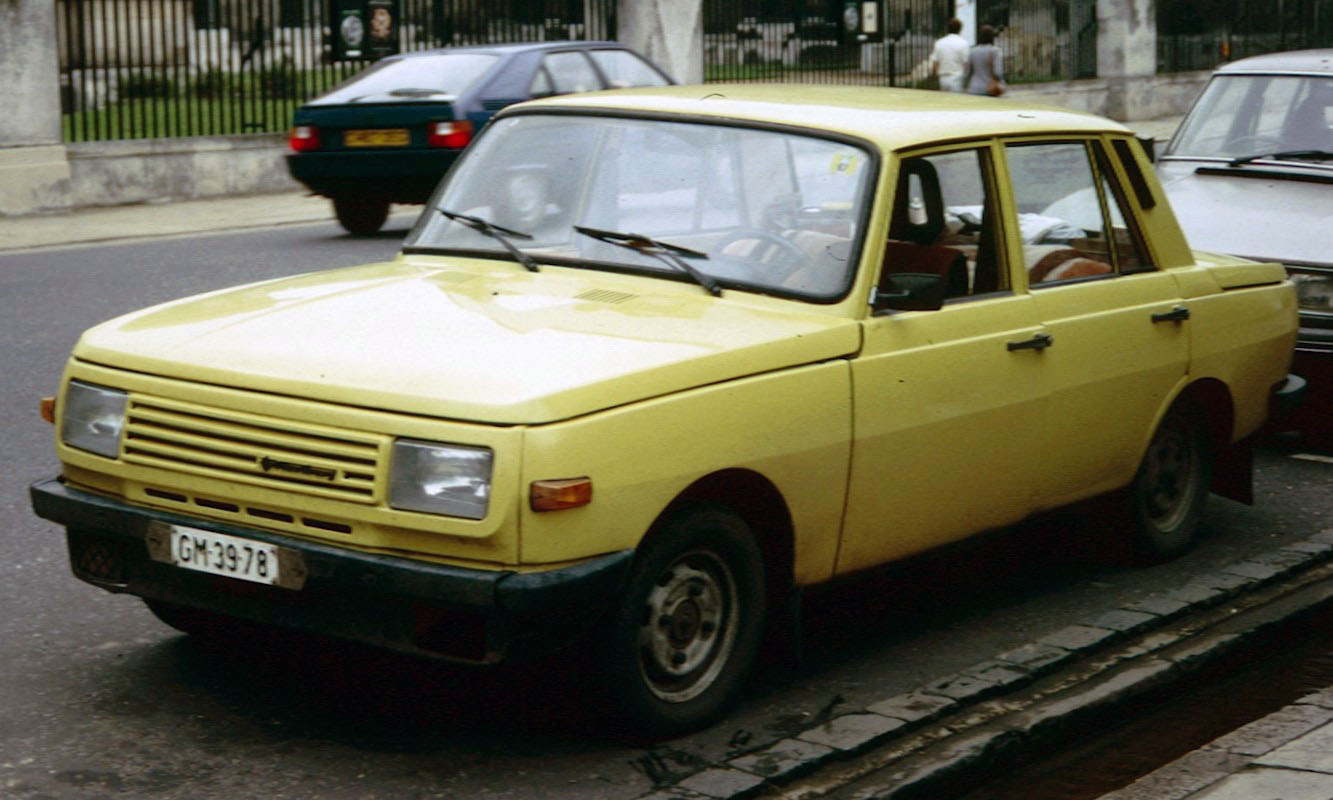
Wartburg 353W à Cambridge

En Europe de l’Ouest, la principale terre d’accueil des Wartburg a été la Belgique. L’importateur François Pierreux a même assemblé quelques modèles dans ses ateliers d’Huizingen, au sud de Bruxelles, dotés d'habillages intérieurs plus soignés, baptisés « Président ». Entre 1955 et 1991, 19 080 Wartburg ont trouvé preneur en Belgique, la meilleure année étant 1978 avec 1 238 immatriculations.
La 311 a également connu un certain succès aux Pays-Bas et au Royaume-Uni où 550 modèles ont été exportés au début des années 1960. On recense également des "311" en Amérique du Sud, aux États-Unis, en Afrique du Sud et même en Chine.
Au Royaume-Uni, près de 20 000 Wartburg 353 ont été vendues. Ce modèle a aussi été très populaire en Grèce. En France, officiellement, seuls 4 exemplaires ont été immatriculés.

## Wartburg en Argentine
Le 30 novembre 1951, par le décret N° 24.103, le Président de la République d'Argentine, Juan Domingo Perón, officialise la création de la société d'État IAME pour assurer la fabrication d'avions, de tracteurs agricoles, de motos et de véhicules automobiles. 

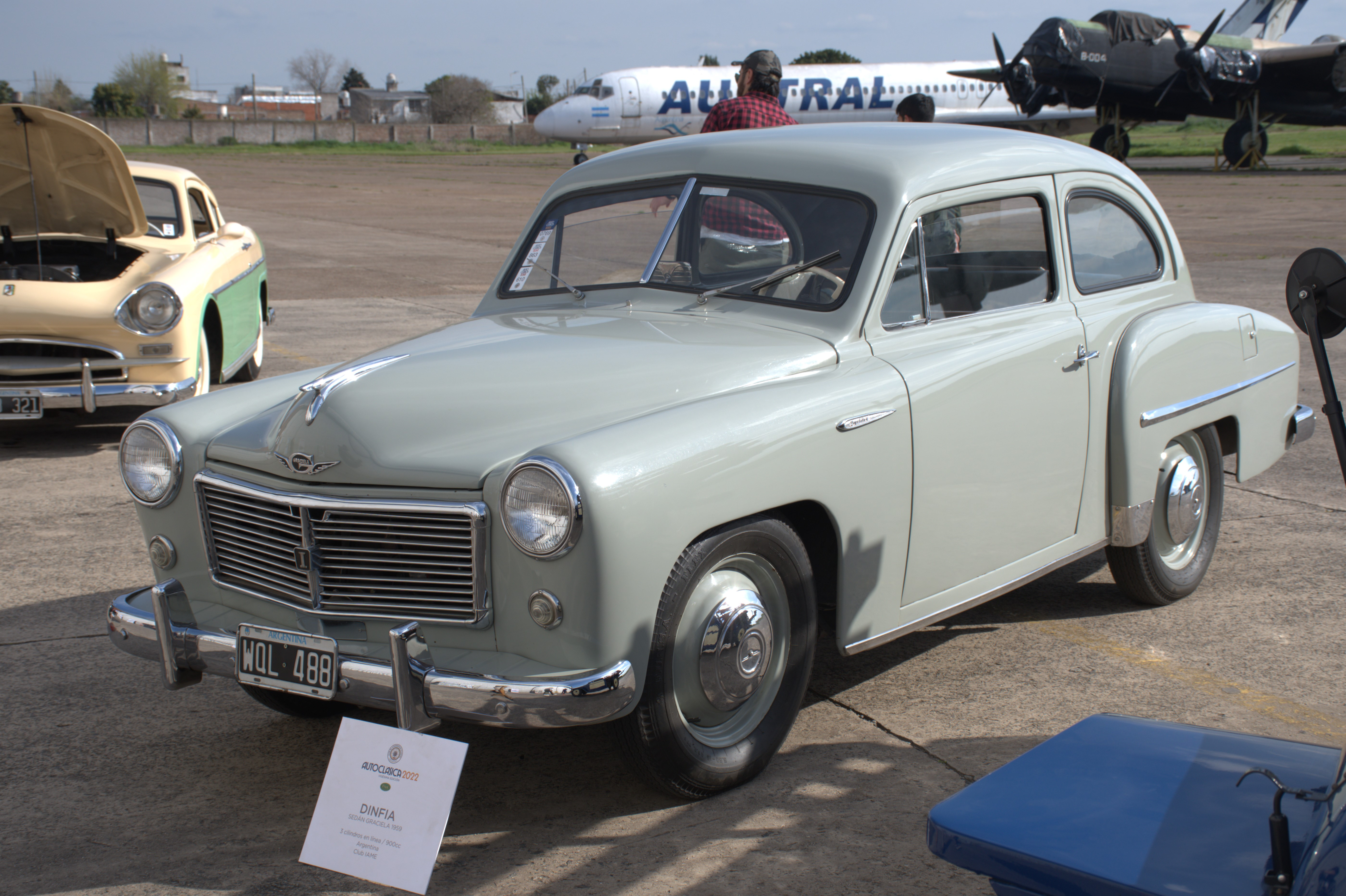
IAME Judicialista Graciela (1959)

La première berline construite par IAME fut la IAME Justicialista en 1952, une voiture avec des lignes inspirées des Chevrolet de l'époque. Elle était équipé de moteurs de 700 et 800 cm3, ce qui semblait insuffisant comparé à la taille et au poids du véhicule.
Au milieu des années 1950, une délégation d'Allemagne de l'Est contacte le gouvernement de Juan Domingo Perón pour envisager des échanges commerciaux. Ce dernier décide d'acheter un lot de moteurs Wartburg de 901 cm3 de cylindrée, qui n'était que l'ancien moteur DKW qui propulsait l'IFA F9, conçu avant la Seconde guerre mondiale. L'objectif étant de permettre à IAME de remplacer les petits moteurs sur la berline Justicialista. La voiture sera produite jusqu'en 1961 avec peu de variantes. La berline Justicialista a été rebaptisée "Graciela" par la Révolution Libératrice en 1955.
Si la production de la Justicialista/Graciela a été modeste, à peine 2 280 exemplaires en 9 ans, la Graciela W qui l'a remplacée, basée sur la Wartburg 311, n'a pas fait beaucoup mieux. Seulement 646 exemplaires ont été fabriqués entre 1962 et 1964. Un fait curieux est que la Graciela W était moins chère que l'Auto Union 1000 S, produite à Santa Fe par IASF S.A., qui utilisait un moteur similaire mais n'a jamais pu atteindre ses chiffres de vente. La 1000 S a été produite à 30 000 exemplaires de 1961 à 1969.
Une version camionnette de la Justicialista, lancée en 1955, était aussi équipée du moteur Wartburg de 901 cm3. Elle sera fabriquée jusqu'en 1957 en 3 386 exemplaires, pick-up et fourgon.

## Les modèles

### Les modèles Wartburg antiques - Dixi - BMW
- Wartburg 1898
- Wartburg model 2 (1899)
- Dixi 01 (Austin Seven) (1927)
- Dixi 3/15 DA
- BMW 3/15
- BMW 303
- BMW 321
- BMW 326
- BMW 327
- BMW 328
- BMW 335

### La famille 311 et dérivés
- Wartburg 311 Berline : 212 095 ex. (1955-1965)
- Wartburg 311 Break : 32 360 ex. (1956-1965)
- Wartburg 311 Cabriolet : 2 670 ex. (1956-1960)
- Wartburg 311 Coupé : 5 237 ex. (1957-1965)
- Wartburg 311 Roadster (type 313) : 469 ex. (1957-1960)
- Wartburg 311 Pick-up : 4 938 ex. (1957-1965)
- Wartburg 311 Torpédo police : 891 ex. (1959)
- Wartburg 311 Cabriolet hard-top : 250 ex. (1965)
- Wartburg 312 Berline : 25 036 ex. (1965-1966)
- Wartburg 312 Break : 10 198 ex. (1965-1967)
- Wartburg 312 Cabriolet hard-top : 541 ex. (1965-1967)
- Wartburg 312 Pick-up : 512 ex. (1965-1966)

### La famille 353 et dérivés
- Wartburg 353 Berline (1966-1972)
- Wartburg 353 Tourist (1967-1972)
- Wartburg 353 S Berline (1972-1975)
- Wartburg 353 S Tourist (1972-1975)
- Wartburg 353 W Berline (1975-1989)
- Wartburg 353 W Tourist (1975-1989)
- Wartburg 353 W Trans (1982-1989)
- Wartburg 1.3 Berline (1988-1991)
- Wartburg 1.3 Tourist (1988-1991)
- Wartburg 1.3 Trans (1988-1991)

## Galerie

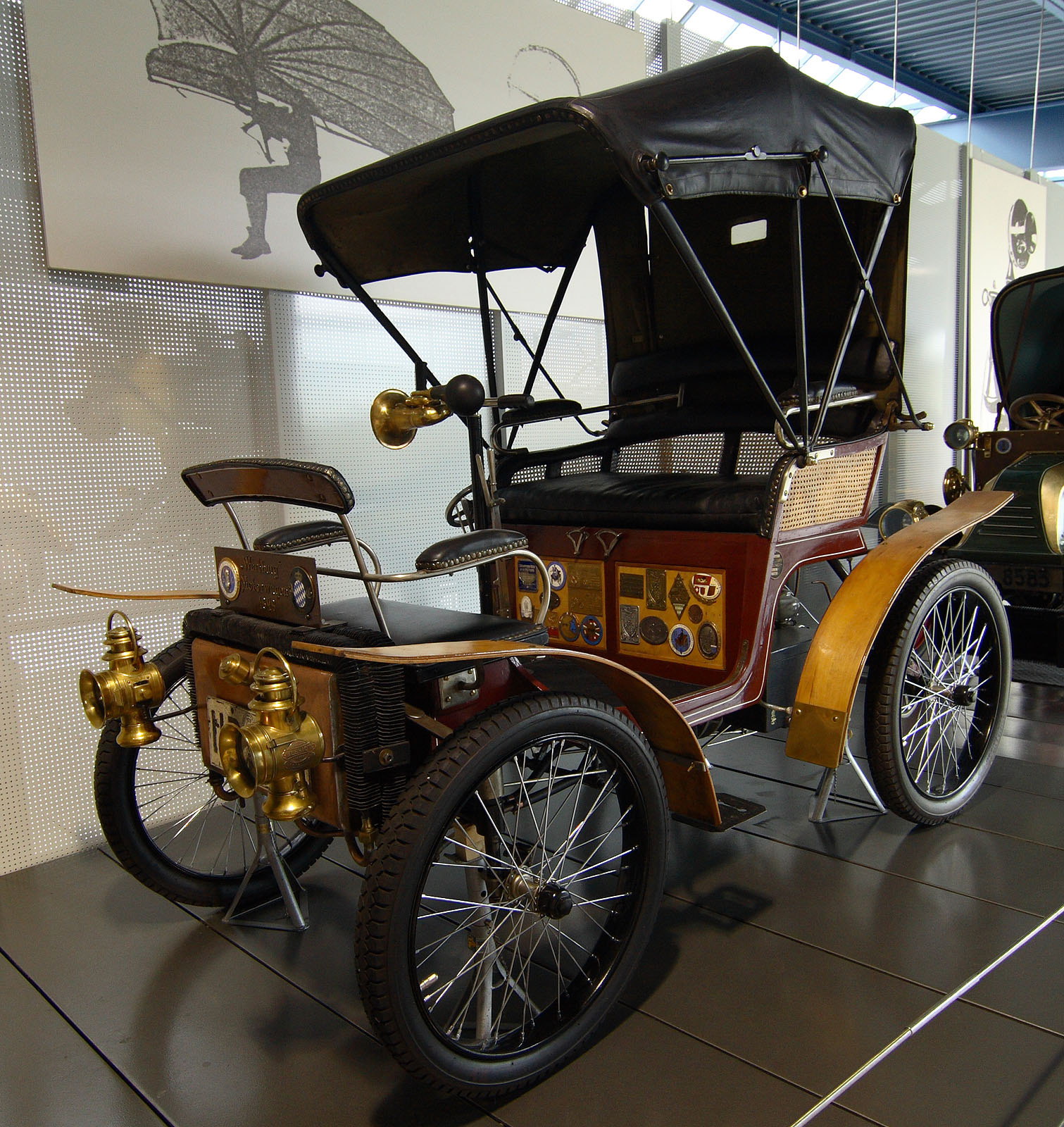
1re Wartburg (1898)
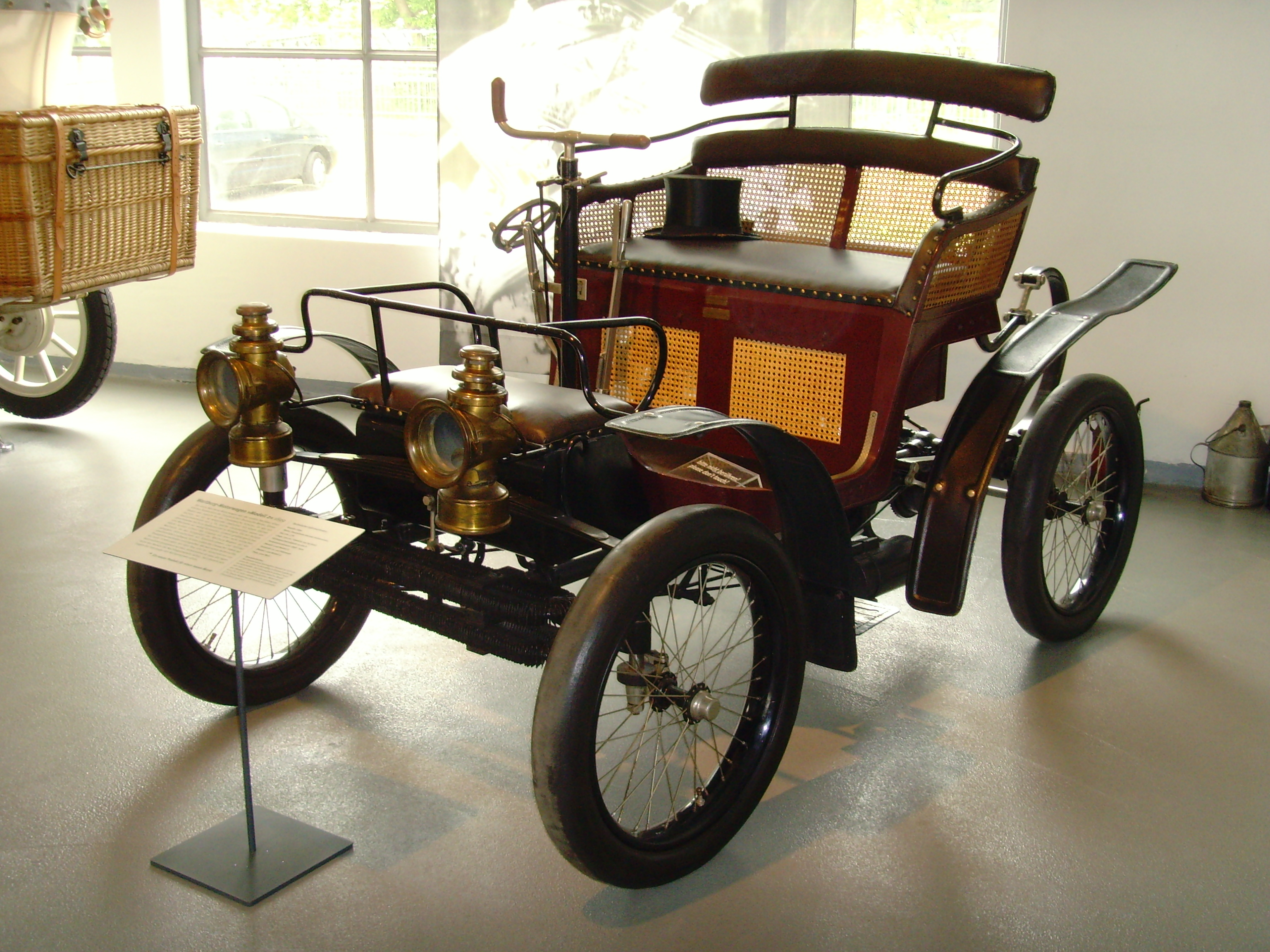
Wartburg model 2 (1899)
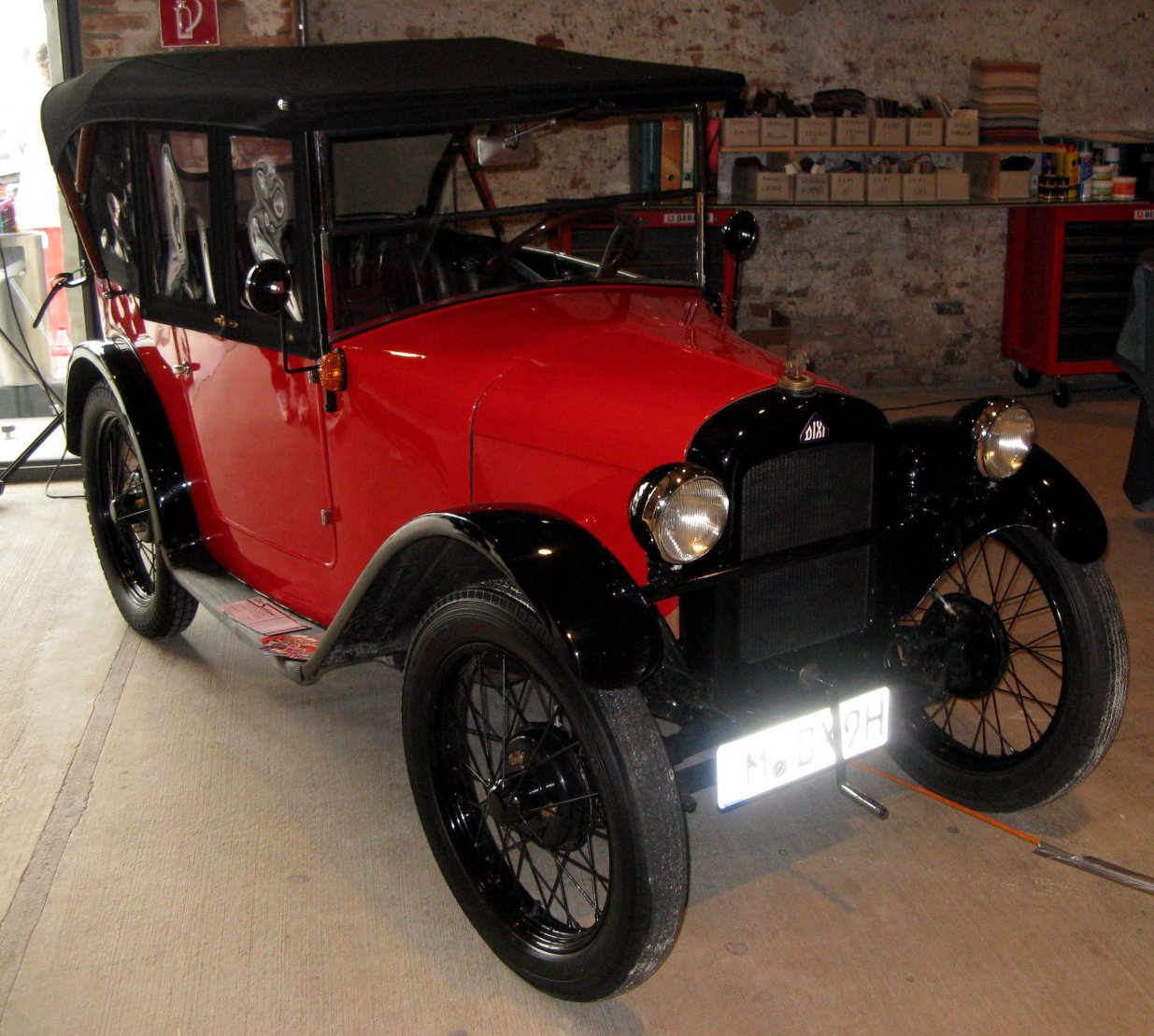
Dixi 01 (Austin Seven 1927)
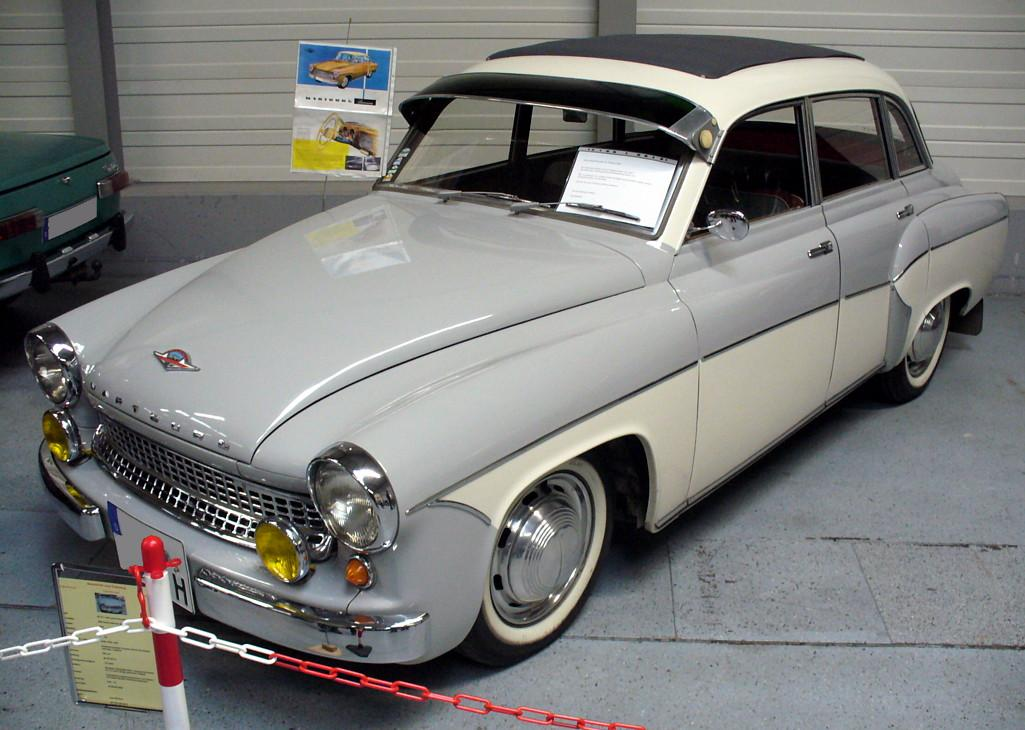
Wartburg 311
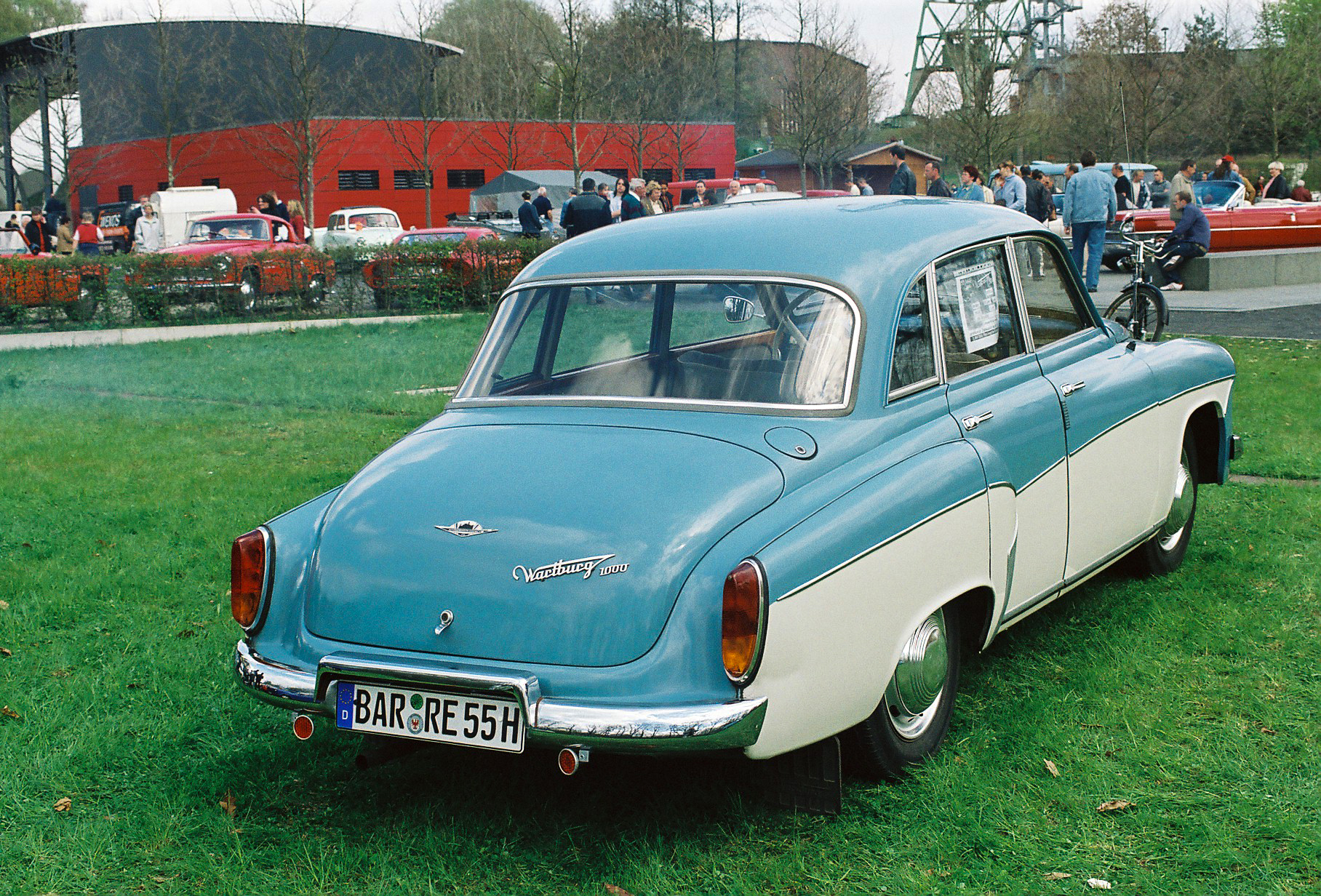
Wartburg 311
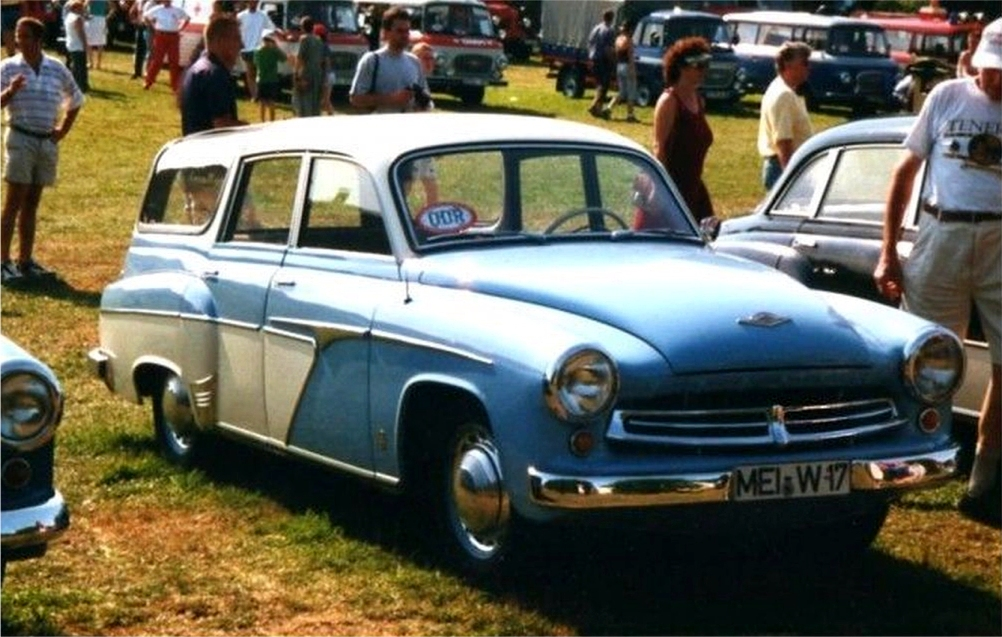
Wartburg 311 Camping
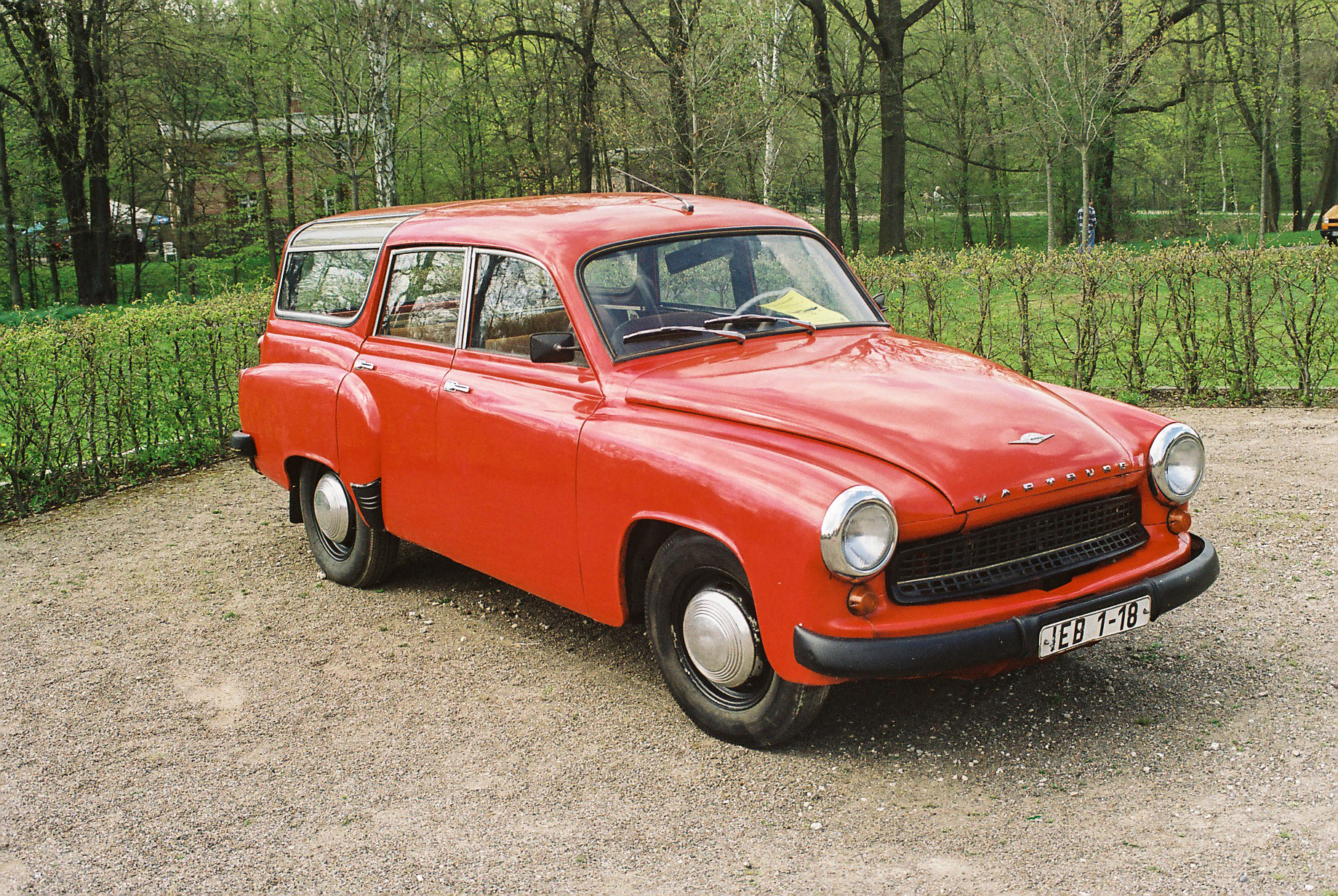
Wartburg 312 Camping
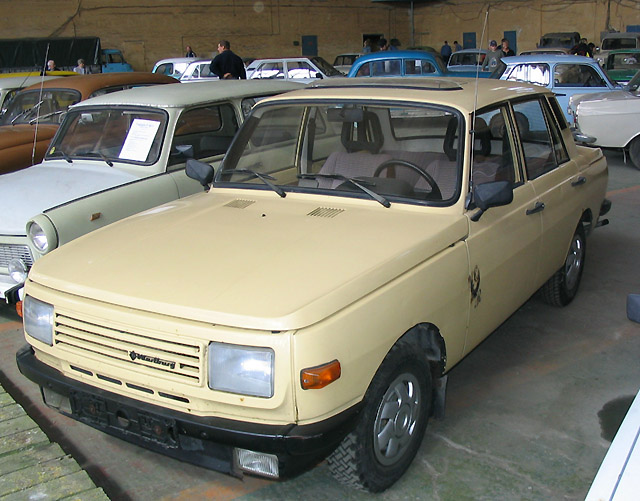
Wartburg 353 W
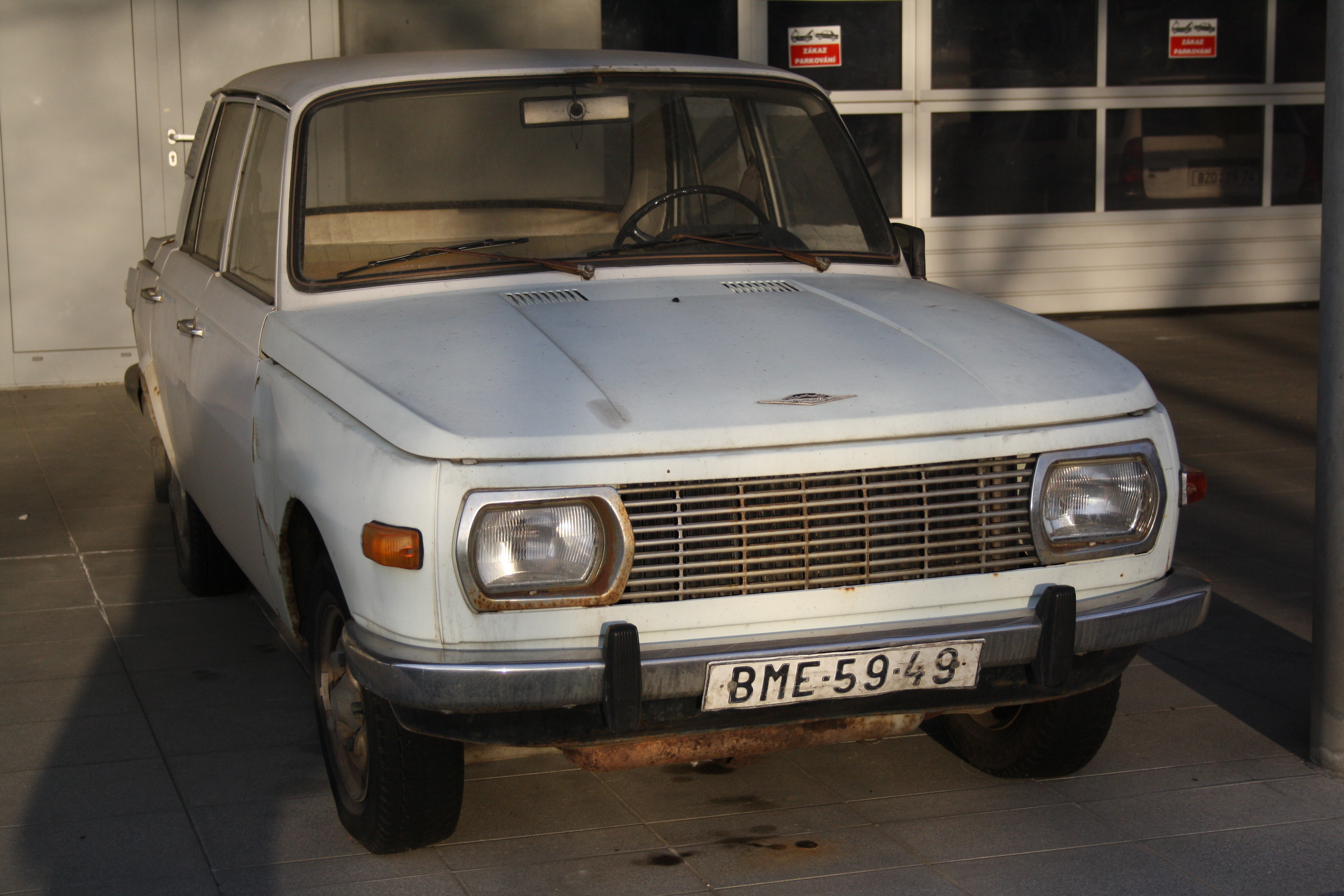
Wartburg 353
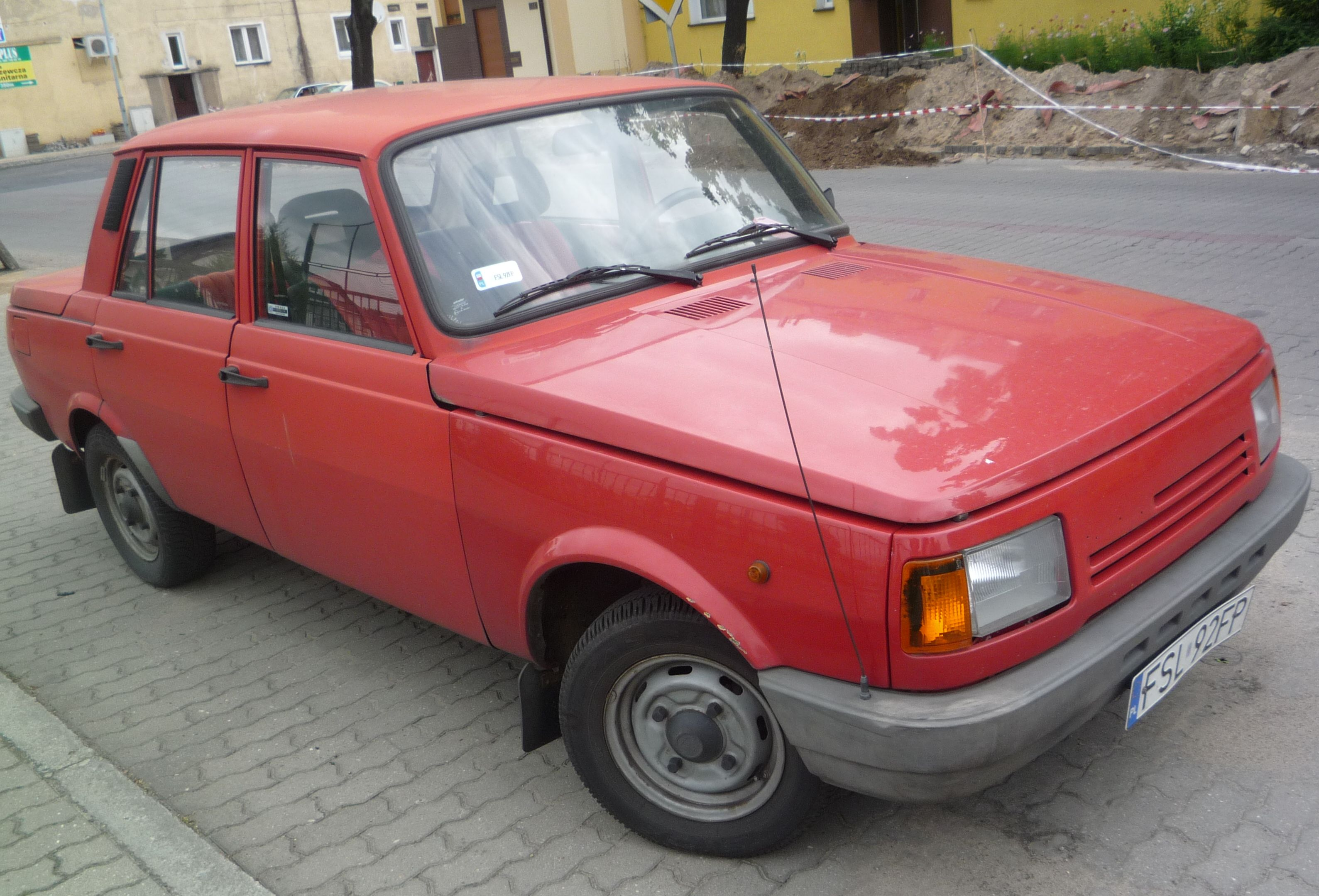
Wartburg 1.3
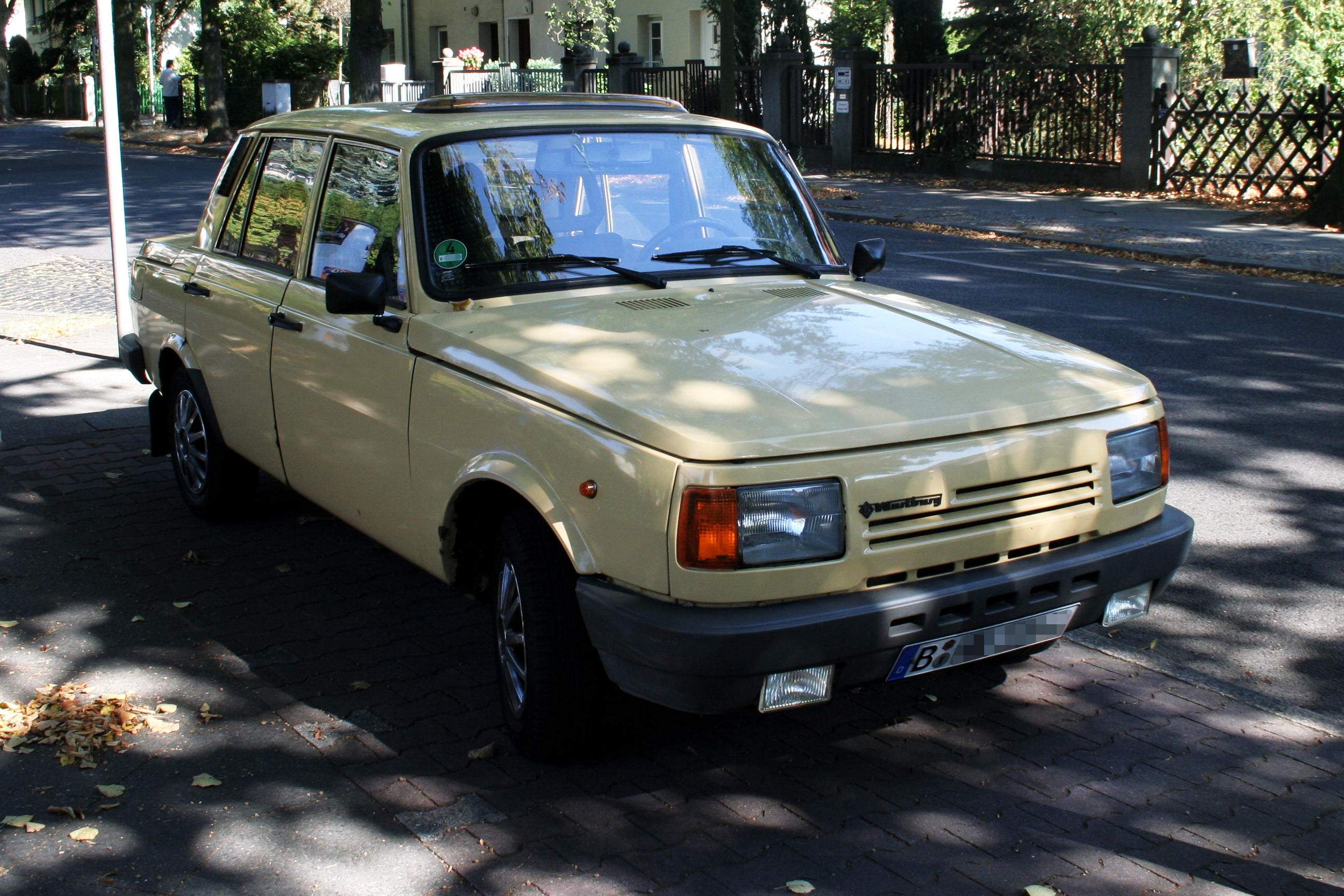
Wartburg 1.3
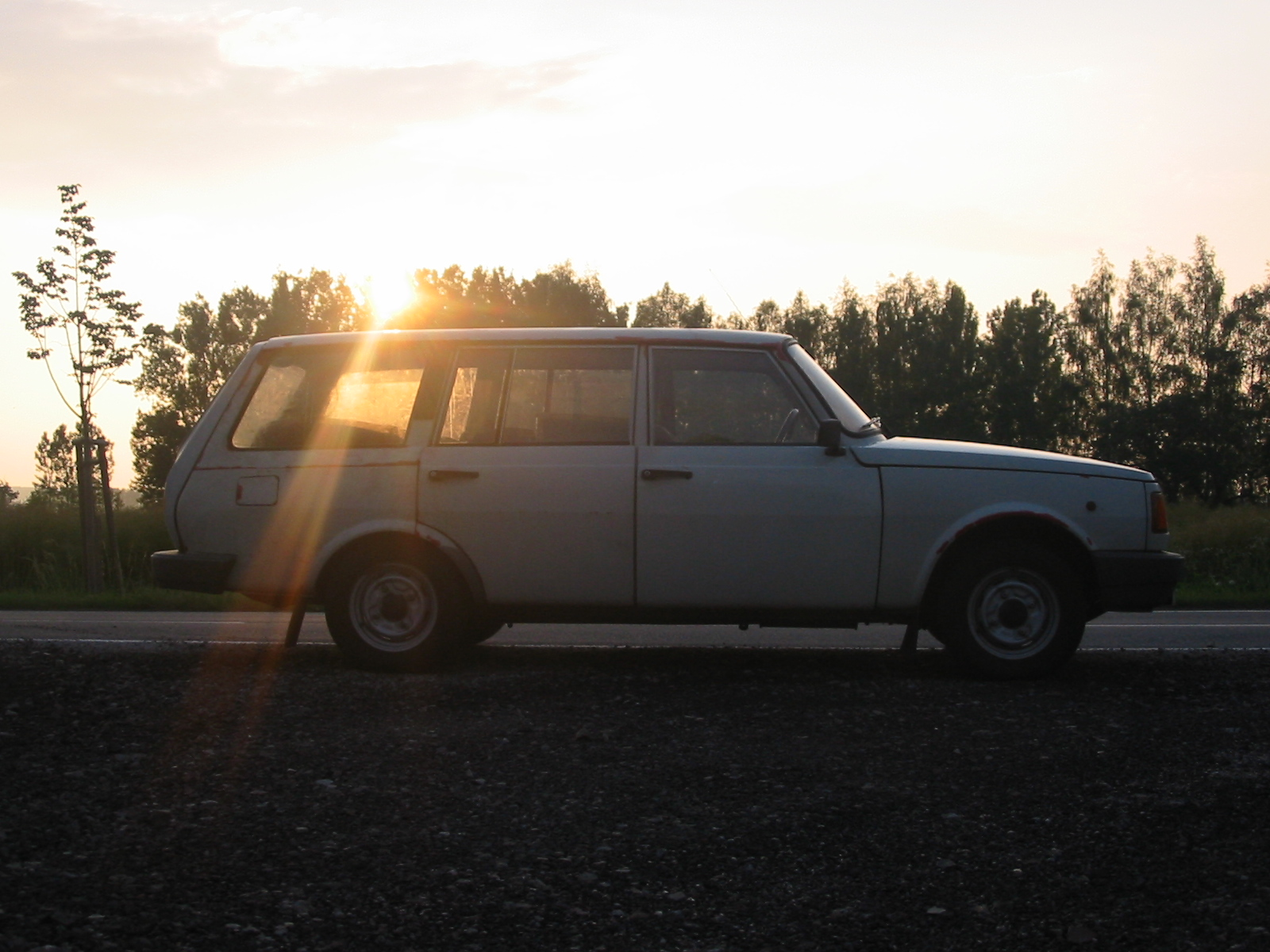
Wartburg 1.3 Tourist
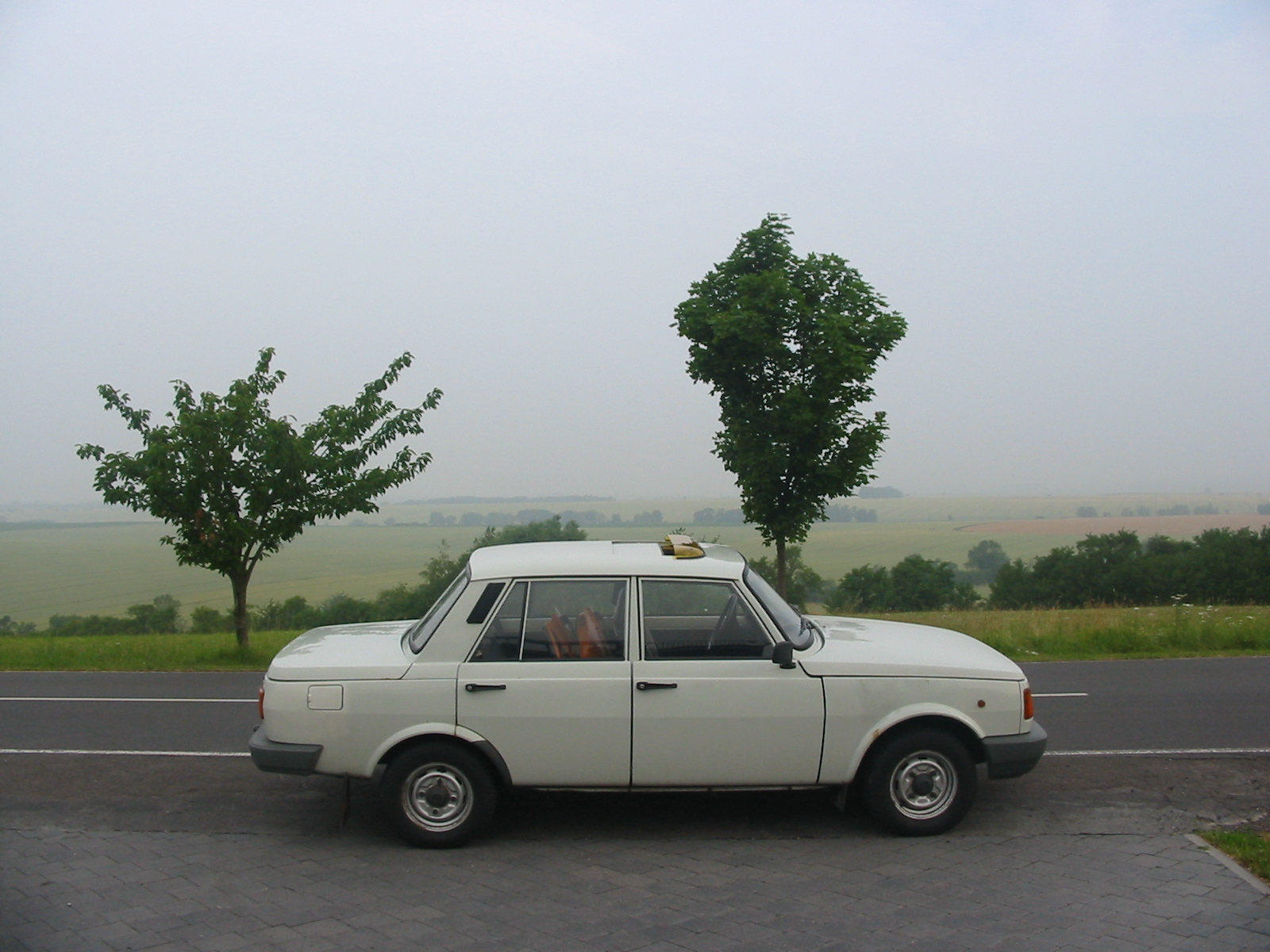
Wartburg 1.3
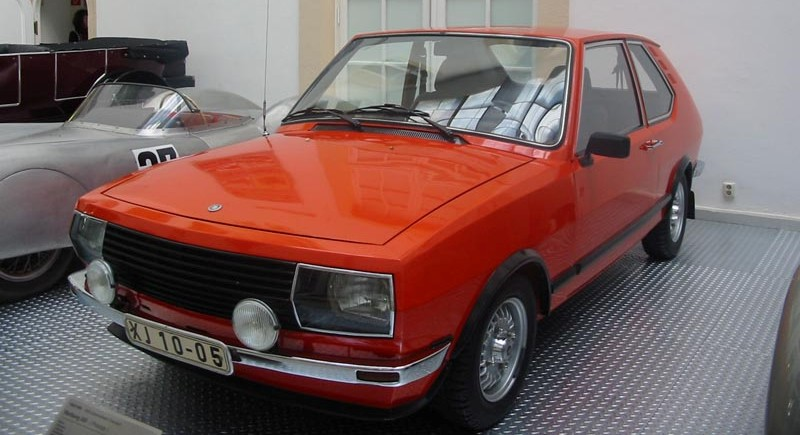
Wartburg Coupé 355 (prototype)

## Sources
- Bernard Vermeylen, Voitures des pays de l'Est, Boulogne-Billancourt, ETAI, 2008, 239 p. (ISBN 9782726888087, OCLC 470767381)
- Site consacré aux voitures de l’Est